# Huszár Vilmos (irodalomtörténész)
Huszár Vilmos, születési nevén Huszerl Márk  (Munkács, 1872. november 15. – Budapest, 1931) zsidó származású magyar irodalomtörténész, műfordító.

## Élete
Középiskoláinak első két osztályát Munkácson végezte; szülei Ungvárra költözése után a III. osztályba ott iratkozott be, de szüleinek szegénysége miatt a IV. osztályból kénytelen volt kimaradni és egy nyomdában munkába állni. Inasként megtanulta a betűszedést, azután Budapestre került szedőnek, majd a Franklinhoz korrektornak, ahol két évig működött. Közben képezte magát, megtanult négy nyugati nyelvet. Magánúton elvégezte a középiskola négy felső osztályát, majd a budapesti egyetemen (1892-től) és Párizsban román filológiát, esztétikát, filozófiát hallgatott és doktorátust szerzett. Közben tanítással és hírlapírással tartotta fenn magát. Ötödik nyelvként megtanult spanyolul is, sokat foglalkozott a spanyol irodalommal. 1892-ben A Pallas nagy lexikona belső munkatársa lett, ő szerkesztette a spanyol nyelv- és irodalom rovatot és a francia nyelv- és irodalom körébe vágó cikkeket is írt bele. 1895-ben állami támogatással három hónapra Spanyolországba és egy évre Párizsba utazott tanulmányútra.
1898-ban középiskolai tanárrá nevezték ki. 1897–1899 között a Nemzet színikritikusa volt, számos dolgozata jelent meg bel- és külföldi folyóiratokban. 1903-ban Kolozsvárott volt egyetemi magántanár, és ugyanabban az évben megbízták a budapesti műegyetemen a francia irodalom előadásával; 1910-ben címzetes rendkívüli tanár lett. Szerkesztője lett az 1908-ban megindított Revue de Hongrie című francia nyelvű folyóiratnak, mely a külföldet a hazai irodalmi, tudományos és politikai viszonyokról tájékoztatta. Ugyancsak ő szerkesztette a Bibliothèque Hongroise című, magyar művek francia fordítását közlő kiadványt. Spanyol és francia nyelvből maga is több irodalmi művet fordított magyarra.
1916. április 13-án nemességet kapott.
Cikkei, eredeti és franciából, angolból fordított tárcái, könyvismertetései 1888-tól az Ungban, Szatmárban jelentek meg; a Fővárosi Lapokban (1892-től spanyolból fordított közlések és eredeti költemények is); Magyar Géniuszban (1893. Utazás az égben, Flamarion után), Spanyol- és Franciaországi tárcái a Budapesti Hirlapban, Fővárosi Lapokban és a Nemzetben (1895. 293. sz. Zaragozától Madridig) jelentek meg. A Pallas Nagy Lexikonában főbb cikkei: A francia irodalom története, Portugál nyelv és irodalom, Provencál nyelv és irodalom, Spanyol nyelv és irodalom.

## Munkáiból
- A modern magyar irodalom / La litteratura hungara (magyarul és spanyolul; Madrid, 1895)
- Rousseau és iskolája a regényirodalomban (Budapest, 1896)
- Irma (Egy költő naplójából, 1900)
- Honoré de Balzac (Budapest, 1902)
- Molière et l'Espagne (Paris, 1907) Online
- Études critiques de littérature comparée (Paris, 1903)
- P. Corneille et le théâtre espagnol  (Paris, 1903). A francia Akadémia a Bordin-díjjal jutalmazta
- L'influence de l'Espagne sur le théâtre français des XVIIIe & XIXe siècles (Paris, 1912) Online
- A magyar irodalom helye az európai irodalomban: összehasonlító irodalomtörténeti vázlat (A Budapesti Szemle 1916. évi 166-167. számában, négy részben)
- Ha a bálványok rombadőlnek... (Budapest, 1918)
- Felelős-e Magyarország a világháboruért? (1926)
- Életem regénye (Budapest, 1930).